# María de Salinas
María de Salinas, Lady Willoughby (1490 circa – 1539), è stata una nobildonna spagnola, confidente e al servizio di Caterina d'Aragona, Regina d'Inghilterra.

## Sfondo familiare
Maria era la figlia di Martín de Salinas (morto nel 1503) e Josefa González de Salas che erano dipendenti presso la Casa reale di Castiglia e probabilmente imparentati con la famiglia reale.

## Dama di compagnia
La data esatta in cui Maria divenne dama di compagnia di Caterina d'Aragona è sconosciuta, ma si pensa sia avvenuto nel 1501 Maria rimase nubile fino al 5 giugno 1516 quando sposò William Willoughby, XI Barone Willoughby de Eresby da cui ebbe una figlia Catherine Willoughby che divenne la XII Baronessa Willoughby de Eresby e Duchessa di Suffolk (1519-1580). Catherine fu probabilmente la figlioccia di Caterina d'Aragona. Grimsthorpe Castle fu concesso da Enrico VIII alla famiglia de Eresby in occasione del matrimonio di Maria. Enrico stimava Maria molto al punto che nel 1522 chiamò una nave 'HMS Mary Willoughby' in suo onore.
Nel 1511, Maria diventò la madrina di Mary Brandon, figlia di Charles Brandon, I duca di Suffolk e della sua seconda moglie, Anne Browne. Il duca di Suffolk avrebbe reso la figlia di Maria, Catherine, sua pupilla ed in seguito sua quarta moglie. Nel mese di ottobre del 1526, Lord Willoughby è morì. Maria trascorse poi molti anni in lotta per il controllo dei possedimenti dei Willoughby a nome di sua figlia, contro il cognato, Sir Christopher Willoughby.

## La morte di Caterina d'Aragona
Maria fu un'amica devota di Caterina d'Aragona. Nel mese di agosto del 1532, poco prima che il matrimonio di Caterina con Enrico venisse annullato, le fu ordinato di lasciare la casa di Caterina e di non fare alcun tentativo per comunicare con lei. Nel settembre del 1534 quando la salute di Caterina peggiorò, Maria chiese il permesso di farle visita, ma le fu negato. Il 5 gennaio 1536 aveva forzato la sua strada al Kimbolton Castle per far visita a Caterina, dopo che il permesso le fu negato ancora una volta. Caterina morì tra le braccia dell'amica all'alba del 7 gennaio 1536, dopo aver ascoltato la messa assieme a lei.
Maria visse per altri tre anni, trascorrendo gran parte del tempo nella sua residenza di Londra a Barbican. Sua figlia, Catherine Willoughby, duchessa di Suffolk, diventò intima amica della sesta moglie di Enrico VIII, Caterina Parr, che anche lei era figlioccia di Caterina d'Aragona e con la quale condivideva l'interesse per la riforma religiosa e la teologia. Nel 1546, si vociferava che Enrico avesse intenzione di far annullare il suo matrimonio con Catherine Parr e rendere Catherine Willoughby, ormai vedova, sua settima moglie.

## Discendenti
Maria ebbe quattro nipoti Henry e Charles Brandon che morirono durante l'adolescenza e Peregrine Bertie e Susan Bertie, contessa di Kent che sopravvissero entrambi per continuare la stirpe familiare.
Maria ha numerosi discendenti fra i pari e la piccola nobiltà britannica, incluso Diana, Principessa di Galles.

## Nella cultura di massa
È un personaggio del libro "My Story" di "My Tudor Queen".
È citata nella sezione "My Story" libro "Anne Boleyn and Me " in cui la protagonista chiama la sua primogenita in suo onore
Catherine Willoughby è stata oggetto di numerose opere storiche, tra cui Lady Suffolk di Evelyn Read.
Nella serie del 1971 trasmessa dalla BBC Le sei mogli di Enrico VIII, Maria de Salinas è stata interpretata da Margaret Ford. È comparsa nella puntata su Caterina d'Aragona.
Maria appare nei libri di Jean Plaidy; Kathryn the Virgin Widow e The King's Secret Matter come l'amica più fidata di Caterina d'Aragona.
Nel libro, The Stolen One, compare (erroneamente) come Lady Ludmore, originariamente presentandosi come Mrs. Salinas.